# Piranga roseogularis
La tangara yucateca (Piranga roseogularis) es una especie de ave paseriforme de la familia Cardinalidae (aunque algunas fuentes sitúan su género, Piranga en Thraupidae). Habita en la península de Yucatán (México) y áreas adyacentes de Guatemala y Belice. 

## Características
Los individuos adultos miden unos 15 cm de longitud. Los machos son grises con la corona roja; la garganta es rosa, lo mismo que las plumas cobertoras inferiores de la cola, y las alas y la cola son rojizas. La hembras son oliváceas, con la garganta amarilla y el pecho gris. Habitan en selvas caducifolias.